# Djevencio van der Kust
Djevencio van der Kust (30 april 2001) is een Nederlands-Surinaams voetballer die doorgaans als linkervleugelverdediger speelt en onder contract staat bij Sparta Rotterdam.

## Carrière

### FC Utrecht
Van der Kust speelde in de jeugd van AVV Zeeburgia. Na stages bij AZ en FC Utrecht vertrok hij in 2012 om in de jeugdopleiding van FC Utrecht te gaan spelen. Hier tekende hij in 2019 een contract tot medio 2022 met een cluboptie voor een extra jaar. In november 2021 werd dit contract vroegtijdig opengebroken en verlengd tot 2025. Van der Kust debuteerde voor Jong FC Utrecht op 10 januari 2020, in de met 2–1 verloren uitwedstrijd tegen De Graafschap.
Op 15 augustus 2021 maakte Van der Kust zijn debuut voor het eerste elftal van FC Utrecht. Na tachtig minuten verving hij Django Warmerdam in de 4–0 gewonnen wedstrijd tegen Sparta Rotterdam. Op 5 februari 2022 viel diezelfde Django Warmerdam tien minuten voor aanvang van de wedstrijd tegen SC Cambuur uit, waarna Djevencio van der Kust voor het eerst debuteerde in de basis.
Vervolgens heeft Van der Kust dat seizoen nog in tien van de dertien wedstrijden minuten gemaakt, waarvan het merendeel als basisspeler. Bovendien speelde hij na de seizoensafsluiting nog twee wedstrijden in de play-offs voor een plek in de voorrondes van de UEFA Conference League tegen Vitesse, waar over twee wedstrijden na verlenging met 4–3 van werd verloren. Aan het eind van zijn eerste seizoen bij het eerste elftal van FC Utrecht kreeg hij de David di Tommaso Talent van het Jaar-award uitgereikt, een door de supporters vergeven prijs voor het beste talent van een desbetreffend seizoen.
In augustus 2022 begon Van der Kust als basisspeler aan het seizoen 2022/23. Gedurende de eerste seizoenshelft raakte hij zijn plaats in het elftal echter kwijt aan spelers als Django Warmerdam, Mark van der Maarel en Nick Viergever. In de winterse transferperiode bood FC Utrecht Van der Kust daardoor de mogelijkheid om op zoek te gaan naar een andere (tijdelijke) werkgever. Zo was er kort sprake van een tijdelijke overgang naar Go Ahead Eagles, maar de clubs werden nooit concreet.

### Houston Dynamo
Op 9 februari 2023 werd bekendgemaakt dat Van der Kust de rest van het seizoen op huurbasis af zou maken bij het Amerikaanse Houston Dynamo. In de overeenkomst werd eveneens een optie tot koop opgenomen. De deal vond een week eerder nog geen doorgang omdat de clubs het niet eens werden over de hoogte van de koopoptie.

### Sparta Rotterdam
In de zomer van 2023 keerde Van der Kust vroegtijdig terug bij FC Utrecht. Daar sloot hij in de voorbereiding op het seizoen 2023/24 aan bij het eerste elftal. Enkele weken later tekende Van der Kust echter een contract tot medio 2026 (inclusief optie voor een extra jaar) bij Sparta Rotterdam.

## Clubstatistieken

### Beloften
| Seizoen                        | Club                   | Competitie      | Competitie | Competitie | Overig | Overig | Totaal | Totaal |
| Seizoen                        | Club                   | Competitie      | Wed.       | Dlp.       | Wed.   | Dlp.   | Wed.   | Dlp.   |
| ------------------------------ | ---------------------- | --------------- | ---------- | ---------- | ------ | ------ | ------ | ------ |
| 2018/19                        | Jong FC Utrecht        | Eerste divisie  | 0          | 0          | 0      | 0      | 0      | 0      |
| 2019/20                        | Jong FC Utrecht        | Eerste divisie  | 2          | 0          | 0      | 0      | 2      | 0      |
| 2020/21                        | Jong FC Utrecht        | Eerste divisie  | 26         | 1          | 0      | 0      | 26     | 1      |
| 2021/22                        | Jong FC Utrecht        | Eerste divisie  | 17         | 1          | 0      | 0      | 17     | 1      |
| 2022/23                        | Jong FC Utrecht        | Eerste divisie  | 3          | 0          | 0      | 0      | 3      | 0      |
| Clubtotaal                     | Clubtotaal             | Clubtotaal      | 48         | 2          | 0      | 0      | 48     | 2      |
| 2023                           | → Housten Dynamo FC II | MLS Next Pro    | 5          | 1          | 0      | 0      | 5      | 1      |
| Clubtotaal                     | Clubtotaal             | Clubtotaal      | 5          | 1          | 0      | 0      | 5      | 1      |
| Carrière totaal                | Carrière totaal        | Carrière totaal | 53         | 3          | 0      | 0      | 53     | 3      |
| Bijgewerkt op 1 september 2023 |                        |                 |            |            |        |        |        |        |

### Senioren
| Seizoen                        | Club                | Competitie      | Competitie | Competitie | Beker | Beker | Internationaal | Internationaal | Overig | Overig | Totaal | Totaal |
| Seizoen                        | Club                | Competitie      | Wed.       | Dlp.       | Wed.  | Dlp.  | Wed.           | Dlp.           | Wed.   | Dlp.   | Wed.   | Dlp.   |
| ------------------------------ | ------------------- | --------------- | ---------- | ---------- | ----- | ----- | -------------- | -------------- | ------ | ------ | ------ | ------ |
| 2021/22                        | FC Utrecht          | Eredivisie      | 12         | 0          | 0     | 0     | –              | –              | 2      | 0      | 14     | 0      |
| 2022/23                        | FC Utrecht          | Eredivisie      | 8          | 0          | 2     | 0     | –              | –              | 0      | 0      | 10     | 0      |
| Clubtotaal                     | Clubtotaal          | Clubtotaal      | 20         | 0          | 2     | 0     | –              | –              | 2      | 0      | 24     | 0      |
| 2023                           | → Housten Dynamo FC | MLS             | 0          | 0          | 1     | 0     | –              | –              | 0      | 0      | 1      | 0      |
| Clubtotaal                     | Clubtotaal          | Clubtotaal      | 0          | 0          | 1     | 0     | –              | –              | 0      | 0      | 1      | 0      |
| 2023/24                        | Sparta Rotterdam    | Eredivisie      | 0          | 0          | 0     | 0     | –              | –              | 0      | 0      | 0      | 0      |
| Clubtotaal                     | Clubtotaal          | Clubtotaal      | 0          | 0          | 0     | 0     | –              | –              | 0      | 0      | 0      | 0      |
| Carrière totaal                | Carrière totaal     | Carrière totaal | 20         | 0          | 3     | 0     | –              | –              | 2      | 0      | 25     | 0      |
| Bijgewerkt op 1 september 2023 |                     |                 |            |            |       |       |                |                |        |        |        |        |